# Веттуван Коил
Веттува Коил (там. கழுகுமலை வெட்டுவான் கோயில்) — старинный индуистский храм. Находится в поселении Калугумалаи, в округе Тутикорин в штате Тамилнад, Индия. Храм посвящён индуистскому богу Шиве. Построен в южно-индийском архитектурном стиле. Сооружение целиком высечено в скальной породе. Время начала строительства храма относится к VIII веку при власти династии Пандья, правившей в одноимённом государстве. Рядом находятся ещё несколько объектов данного комплекса: Храмовый комплекс Калугумалаи, а также храм Калугасаламурти и храм посвящённый богу Сканда.
Данное сооружение является уникальным в своём роде. По инициативе правителей княжества были построены многочисленные пещерные храмы или традиционные храмы из камня. Однако данное сооружение является единственным, которое высечено из цельного монолита. При этом строители по мере работы уходили всё глубже вниз.

## Описание
Храм вырезан из цельной скальной породы. В основании они имеет форму прямоугольника. От поверхности земли строители были вынуждены постепенно опуститься на глубину более 7,5 метра. Хорошо проработаны резные фигуры и декоративные элементы верхней части сооружения. Нижняя половина храма так и осталась незаконченной. Сама гранитная скала, в которой велось строительство, должна была символизировать гигантский цветущий лотос, с трёх сторон окруженный живописными холмами. 
Храм должен был символизировать Виману — воздушный дворец. При строительстве создали десятки тщательно проработанных статуй. Это и сам Шива, и его воплощение Дакшинамурти, супруга Шивы Парвати, танцоры, слуги Нандин в образе священного быка, а также разнообразные животные: обезьяны, львы и другие.

## Легенда
Согласно местной легенде, главными скульпторами были отец и сын. Между ними шло своеобразное соревнование за создание лучшей фигуры. Сын трудился в строящемся храме в честь Сканду, а отец работал в храме Веттуван Коил. Сын утверждал, что отец никогда не достроит святыню. В конце концов представитель старшего поколения так разгневался, что убил своего потомка. Однако пророчество сбылось и храм так и остался незавершённым. Само название Веттуван Коил в переводе с тамильского языка можно перевести двояко: «Небеса, созданные скульпторами» и «Храм, созданный убийцей».

## Галерея

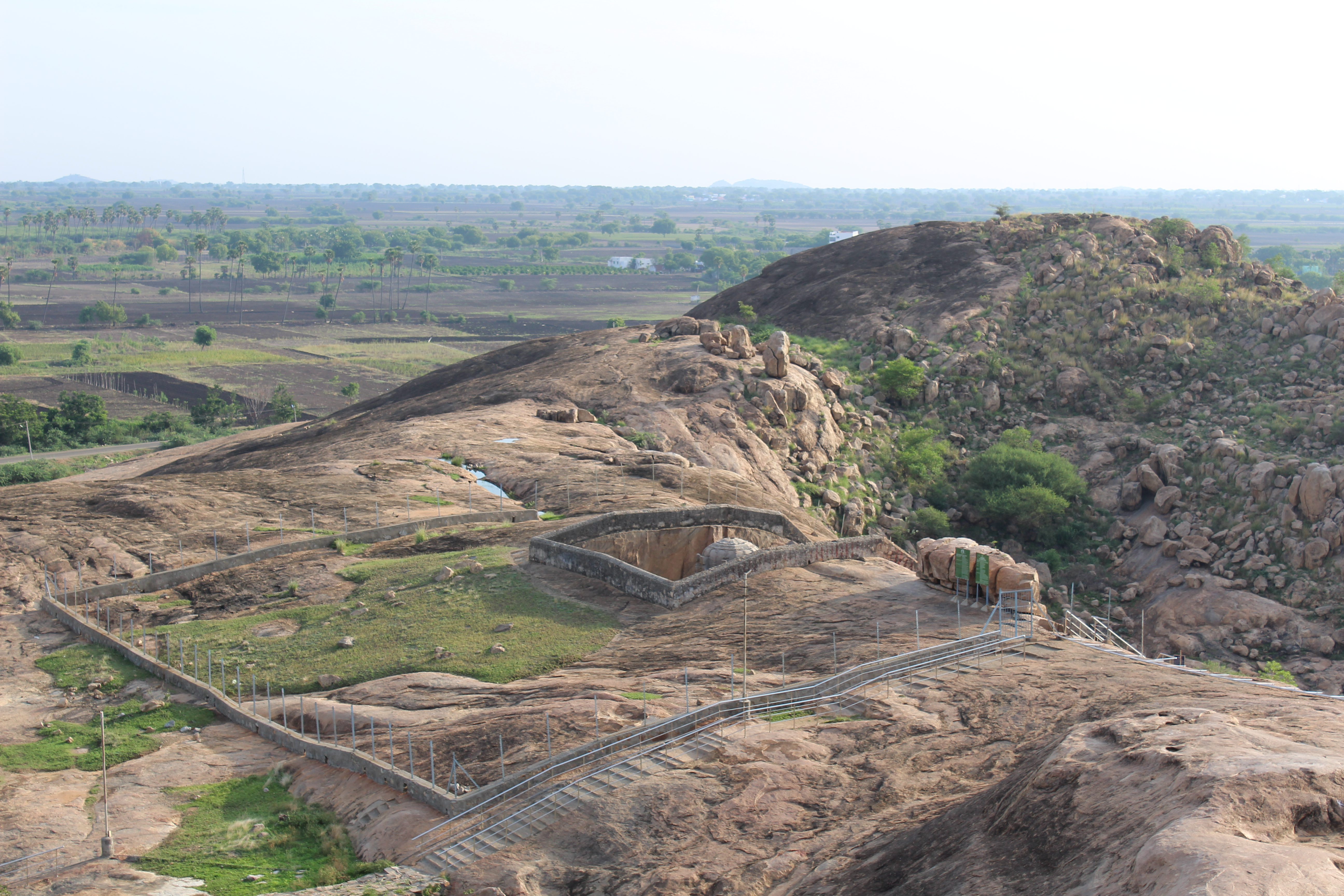
Общий вид комплекса
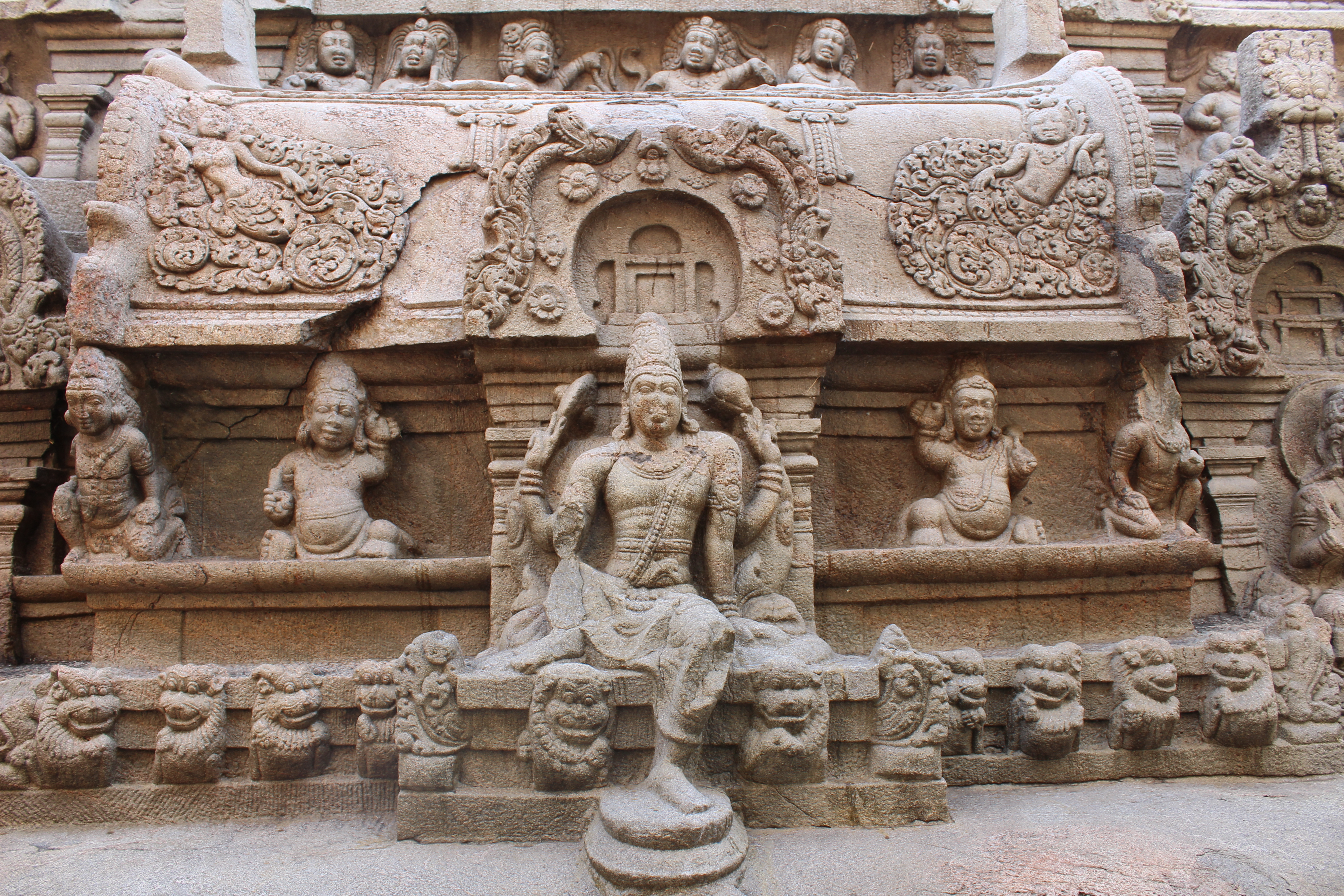
Скульптуры в храме
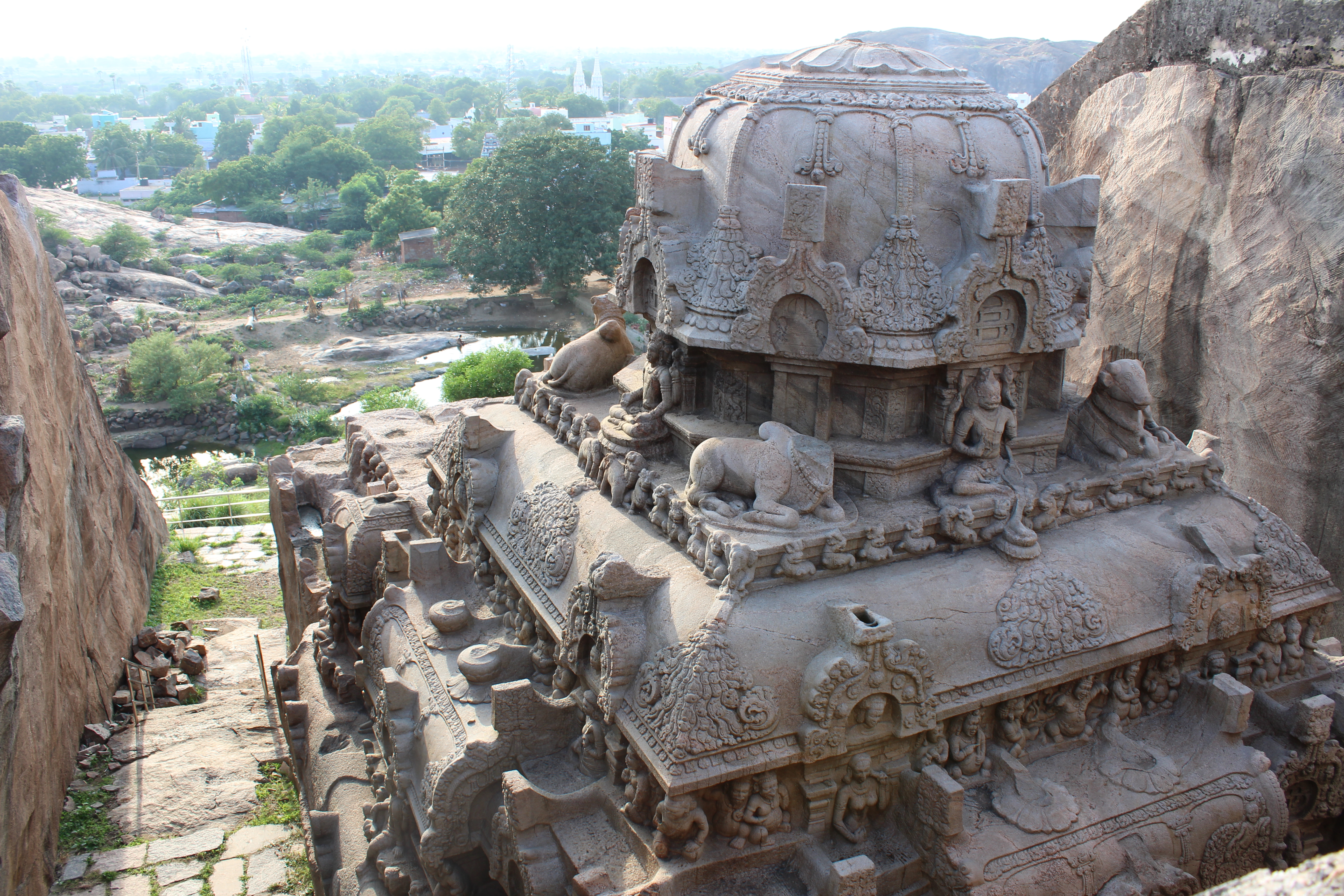
Вид храма с южной стороны
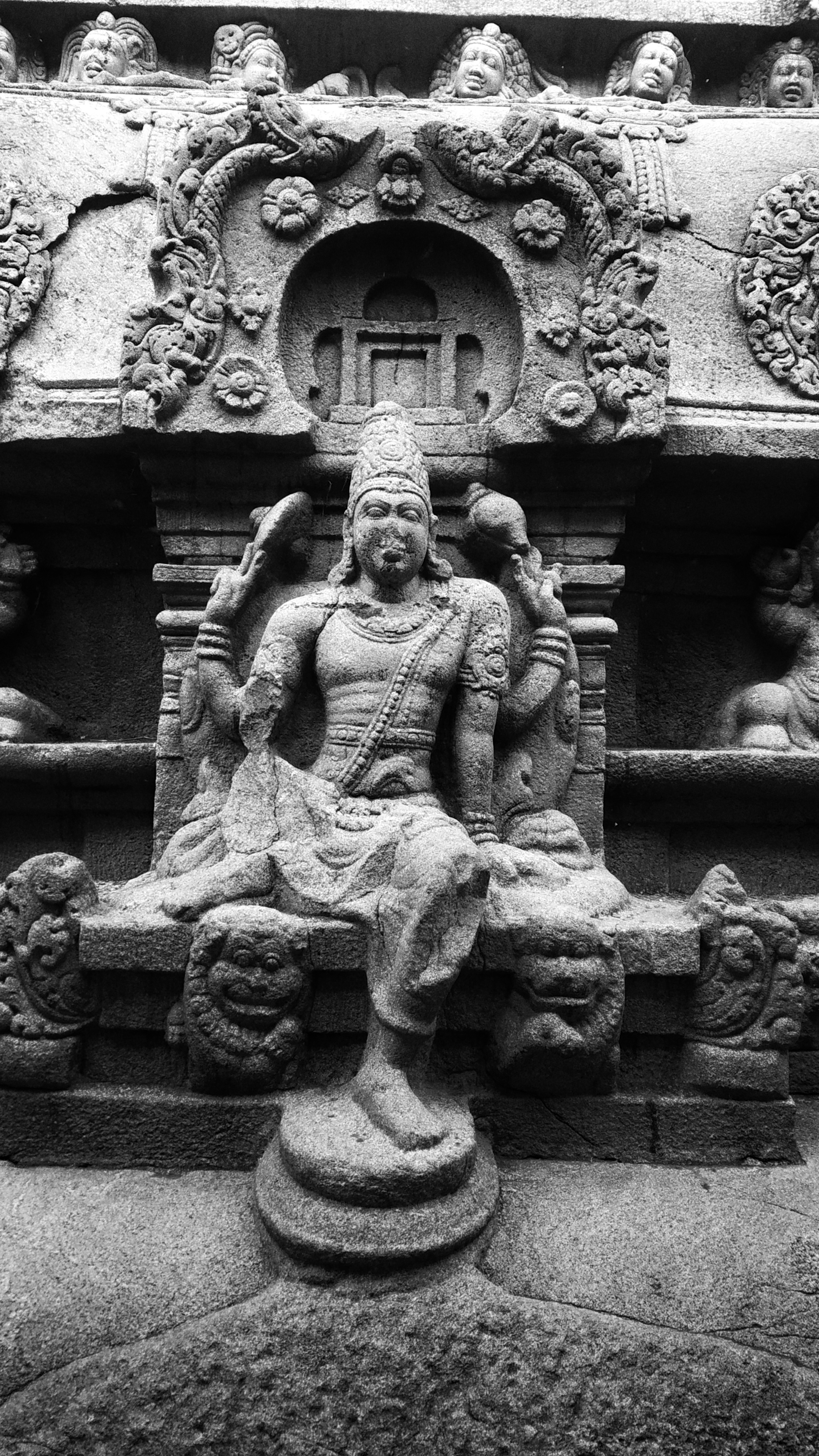
Скульптурное изображение Дакшинамурти
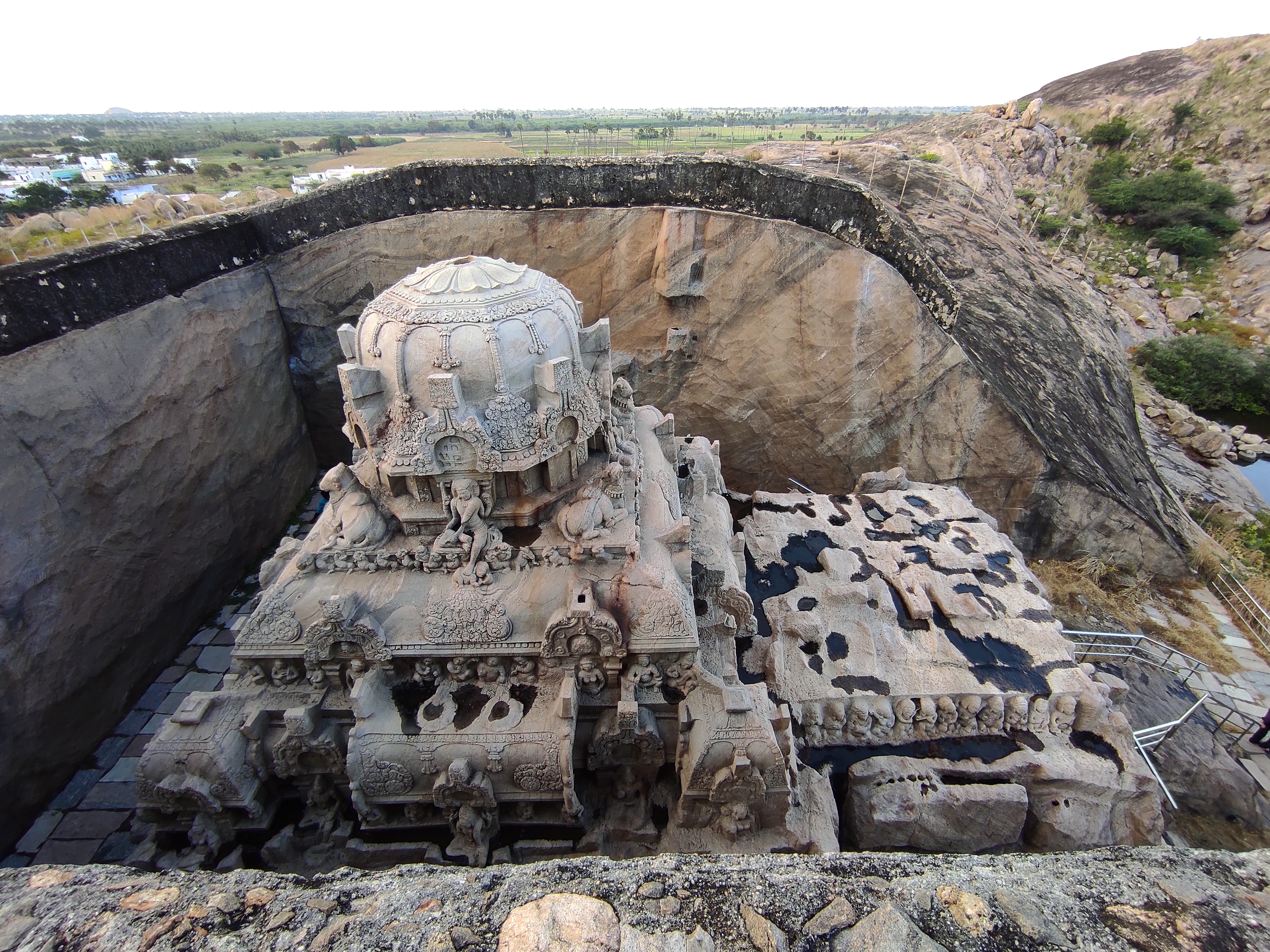
Вид храма с поверхности земли